# Fatih-Moschee (Pforzheim)

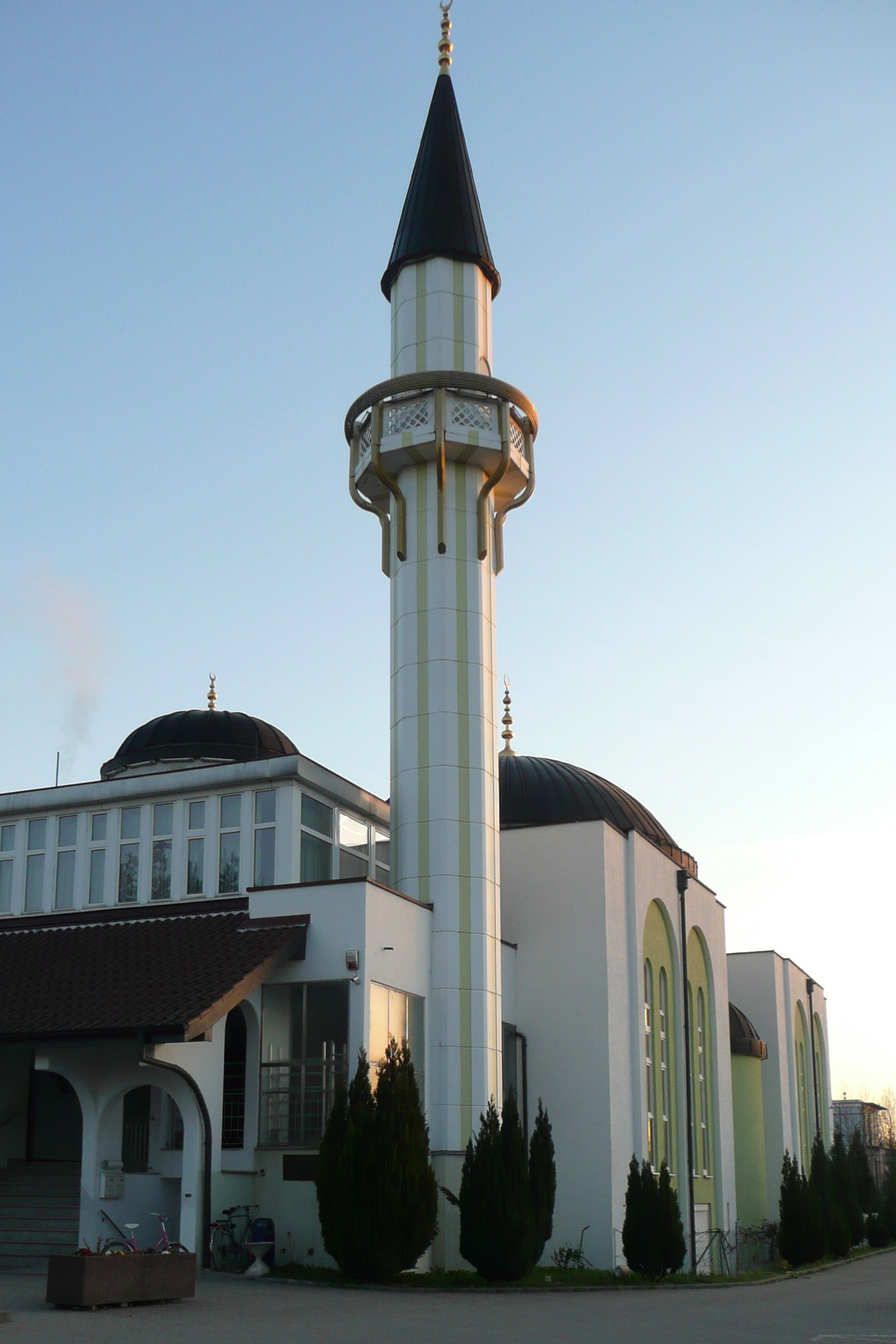
Fatih-Moschee in Pforzheim

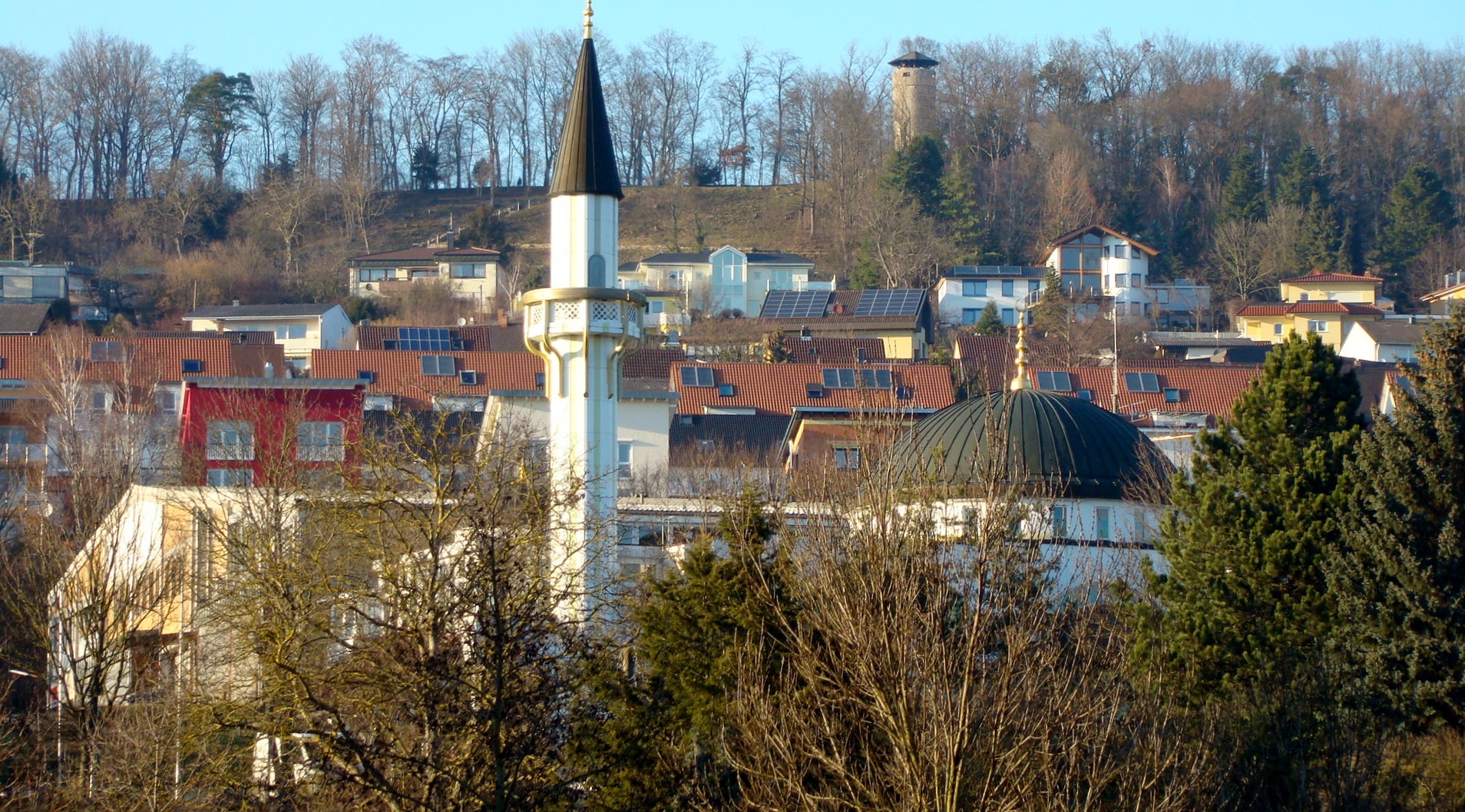
Enzauenpark mit Blick zur Moschee

Die Fatih-Moschee (deutsch „Eroberer-Moschee“) in Pforzheim wurde von 1990 bis 1992 als erste Moschee in Baden-Württemberg erbaut. Der Moscheeverein ist die „Türkisch-islamische Union der Anstalt für Religion Pforzheim e.V.“ im Dachverband DITIB. Der Gebetssaal fasst 750 Personen, davon fasst die Frauenempore 150.
Die Fatih-Moschee ist als „Kuppelmoschee“ mit 23 Meter hohem Minarett ausgeführt. Die Grundsteinlegung erfolgte am 17. März 1990, die Einweihung am 26. September 1992. Die Planung wurde von Gökcen Sungurtekin durchgeführt. Die Baukosten beliefen sich auf 5,5 Millionen Mark. Umstritten war eine Kollekte der evangelischen und katholischen Kirche Pforzheims, die einen Kronleuchter für den Gebetssaal spendeten. Das „Amt für Religiöse Angelegenheiten in der Türkei“ (Diyanet) beteiligte sich mit 125.000 Mark und die Stadt Pforzheim mit einer Schenkung von 4.000 Mark.